# Bandyns historia
Bandyns historia som organiserad sport sträcker sig från andra halvan av 1800-talet. Sportens föregångare utgörs av sporter som spelades i England och andra länder sedan åtminstone 1700-talet och framåt.

## År

### 1813
- Okänt datum – I byn Bury on Fen i England i Storbritannien berättas om byns bandylag, som varit obesegrade i 100 år.

### 1875
- Okänt datum – Den första kända reguljära bandymatchen mellan två Londonlag spelas i Crystal Palace i London i England i Storbritannien. Spelet kallas vid denna tid "hockey on the ice",.[1]

### 1891
- Okänt datum – National Bandy Association bildas i England i Storbritannien.[1]
- Okänt datum – Bury on Fen BC spelar den första internationella matchen i Nederländerna.[1]

### 1894
- 10–11 februari – I samband med världsmästerskapen i hastighetsåkning på skridskor i Stockholm i Sverige demonstrerar britten Charles Goodman Tebbutt ett bollspel på is kallat "bandy" som blivit mycket populärt. Ett svenskt bandylag bildas inom Stockholms gymnastikförening.

### 1895
- December – Bandyspelet introduceras i Sverige av greve Clarence von Rosen.[1]

### 1896
- 18 januari - Stockholms Hockeyklubb bildas i Sverige.[2][1]

### 1897
- Okänt datum – Nederländerna instiftar bandyförbund.[1]
- Okänt datum – Ryssland utarbetar spelregler.[1]

### 1901

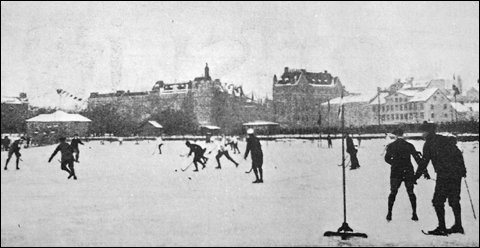
Den första organiserade bandymatchen i Sverige spelades på Nybrovikens is i Stockholm i februari 1901.

- 12 februari – Den första organiserade svenska bandymatchen spelas i Stockholm på Nybrovikens is[3] mellan Stockholms Hockeyklubb och Uppsala Hockeyklubb. Man har nio spelare i lagen och använder gummiboll. Stockholm vinner med 4–1.[1]
- Okänt datum – Bandy införs på Nordiska spelens program. Uppsala Hockeyklubb vinner turneringen.[1]

### 1902
- Okänt datum – Världens första bandyserie anordnas av Svenska Bollspelsförbundet. Åtta lag deltar.[1]

### 1904
- Okänt datum – Hela 16 lag ställer upp i Nordiska spelen. Upsala Gymnasisters Hockeyklubb med Sune Almkvist vinner.[1]
- Okänt datum – Svenska spelregler utarbetas. Trätrissan ersätts med en boll.[1]

### 1905
- Februari – Uppsala HK vinner bandyturneringen vid Nordiska spelen igen, genom att finalbesegra Djurgårdens IF.[4]

### 1906
- Okänt datum – Svenska Fotbollförbundet tar över bandyn från Svenska Bollspelsförbundet.[1]
- Okänt datum – Bandy införs i Danmark.[1]
- Okänt datum – Bandy blir det officiella namnet på sporten. Tidigare hade hockey dominerat.[5]

### 1907
- 17 mars – Första SM i bandy avgörs. Uppsala IFK finalbesegrar Gefle IFK med 4–1.[1]
- Mars – Det ryska laget Sankt Petersburger AEV gästar Sverige och ett första inofficiellt svenskt landslag reser till Helsingfors och spelar mot St Petersburg EV samt finska Polytekarna.[1]
- Okänt datum – I södra Skandinavien spelas internationell bandy av Malmö Hockeyklubb och Københavns Skøjteløberforening.[1]

### 1908
- Okänt datum – Första finländska segern över ett svenskt lag. Polytekarna vinner över AIK.[1]
- Okänt datum – Norge börjar spela sjumannabandy, och gör så fram till slutet av 1920-talet.[1]
- Okänt datum – Leipziger Sportclub i Tyskland noteras för målrekord genom att besegra Charlottenburger Sportclub med 40-2.[1]

### 1909
- Februari – AIK vinner Nordiska spelens turnering och även Svenska mästerskapet.[1]
- Okänt datum – Dansk Bandy Union bildas.[1]
- Okänt datum – Det nystiftade Nordiska Bandyförbundet antar enhetliga regler.[1]
- Okänt datum – Rörskridskorna slår igenom.[1]

### 1912
- 25 februari – IF Ready besegrar Christiana HK med 11–2 i finalen när första norska mästerskapet spelas.[1]

### 1913
- Februari 
  - Ett Europamästerskap i bandy äger rum i Davos i Schweiz med 8 deltagande länder, dock inga nordiska. England vinner.[1]
  - AIK triumferar åter i Nordiska spelen.[1]
- 2 mars – IFK Uppsala vinner SM-finalen i bandy med 2–1 över AIK då finalen för första gången spelas på Stockholms Stadion.[1]

### 1914
- Okänt datum – AIK tar hem den Balckska pokalen permanent genom att besegra IFK Helsingfors med 5-4.[1]

### 1919
- 16 februari – IFK Uppsala bärgar sitt tionde svenska mästerskap efter finalvinst med 8–2 mot IK Göta från Stockholm.[1]
- 23 februari – I den första landskampen mellan Finland och Sverige vinner Finland med 4–1 i Helsingfors.[1]

### 1920
- 17 oktober – Norges Bandyförbund bildas.[6][7][8][9]

### 1921
- 6 mars – Sirius detroniserar IFK Uppsala i Svenska mästerskapet och vinner finalen efter omspel med 5–2 på Stockholms stadion.[9]

### 1922
- 25 februari – Första internationella dambandymatchen spelas mellan Kronprinsessans Hockeyklubb och Åbo Simklubb på Stockholms stadion.[10][11][12][9]
- Februari – Norge deltar vid Nordiska spelen, och förlora semifinalen mot Sverige med 1–13.[13][9]

### 1923
- 11 februari – Sverige besegrar Finland på bortaplan för första gången, då man vinner med 4–3.[9]
- 25 februari – Västerås SK vinner sitt första svenska mästerskap genom vinst över IF Linnéa med 2–1 i finalen på Stockholms stadion.[9]
- Okänt datum – Svenska Bandyförbundet ad interim ser dagens ljus.[9]

### 1925
- 22 februari – IK Göta vinner SM-finalen med 7–5 mot Västerås SK.[9]
- 5 april – Svenska Bandyförbundet bildas i Stockholm, med Sune Almkvist som dess förste ordförande.[9]

### 1927
- 6 februari – Första officiella landskampen mellan Sverige och Norge spelas i Oslo, och ger svensk seger med 3–1.[9]

### 1928
- Okänt datum – Birger Gustafsson tillträder som förbundssekreterare i Svenska Bandyförbundet.[9]

### 1930
- 2 mars – SK Tirfing besegrar Djurgårdens IF med 1-0 i finalen av svenska mästerskapet på Stockholms stadion. Tävlingen bojkottas av sex klubbar, som i stället spelar en sexlagsserie.[9]

### 1931
- 6 januari – Division I i Sverige startar med 16 lag indelade i två grupper, norr och söder.[9]

### 1932
- 6 mars – IF Göta från Karlstad blir nytt svenskt mästarlag efter seger över Västerås SK med 3–2 i finalen på Stockholms stadion.[9]

### 1933
- Januari–februari – Mildvinter i Sverige 1932–1933 framtvingar Division I-spel i fyra fyralagsgrupper.[9]
- 26 februari – IFK Uppsala blir svenska mästare efter finalvinst över IF Göta med 11–1 i finalen på Stockholms stadion.[9]
- Okänt datum – Sven "Sleven" Säfwenberg får Svenska Dagbladets guldmedalj.[9]

### 1934
- 11 mars – Slottsbrons IF blir svenska mästare för första gången, genom att vinna omspelsfinalen över IFK Uppsala med 6-0 på Sandbäckstjärnet i Karlstad.[9]
- Okänt datum – Västerås högre allmänna läroverk vinner den första svenska Läroverksturneringen i bandy.[9]

### 1936
- 1 mars – Sverige spelar tre landskamper på en och samma dag utan att använda spelare från Slottsbrons IF och Västerås SK, vilka samtidigt spelar SM-final, där Slottsbrons IF vinner med 2–1.[9]

### 1939
- Januari–februari – Ny omstrukturering av Division I, som spelas i fyra grupper om sex lag i varje samt semifinaler och final. ref name="Bandyhistoria 1920–1943"/>
- 5 mars – IF Huge blir svenska mästare för första gången, genom att vinna finalen mot Nässjö IF med 2–1 på Strömvallen i Gävle.[9]

### 1940
- 11 februari – En landskamp på Stockholms stadion till förmån för Finlands röda kors blir en stor publik och ekonomisk succé under Finska vinterkriget. Sverige vinner mot Finland med 2–1.[12][9]

### 1943
- 7 mars – Andra omspelsfinalen om svenska mästerskapet måste över en natt flyttas till Laduviken på Norra Djurgården i Stockholm. Västerås SK vinner över Bollnäs GIF med 3–0.[9]
- Januari–februari – Sveriges Division I har inför säsongen återigen omorganiserats till 16 lag i två grupper.[9]
- Okänt datum – Kvalspel införs i Sverige.[9]

### 1944
- 20 februari – Skutskärs IF vinner sitt första svenska mästerskap genom att besegra Västerås SK med 2–0 i finalen på Stockholms stadion inför en över 20 000 åskådare.[14]

### 1945
- 25 februari – Sandvikens AIK blir nytt svenskt mästarlag efter seger med 3–2 mot Slottsbrons IF i finalen på Stockholms stadion.[14]

### 1946
- Ett lag från Helsingfors besöker Sverige och möter Stockholms stadslag vid en dammatch.[15][14]

### 1947
- 16 februari – Brobergs IF stiger fram som ett nytt svenskt mästarlag och besegrar Västerås SK med 4–2 i finalen på Stockholms stadion.[14]

### 1948
- Okänt datum – Ett lag från Stockholm besöker Finland och möter ett lag från Helsingfors vid en dammatch.[15]

### 1949
- 27 februari –Nässjö IF vinner sitt första svenska mästerskap genom vinst mot Edsbyns IF med 7–1 i finalen på Perstorpsgölen utanför Eksjö.[14]

### 1950
- Januari–19 februari – I Sverige går Lesjöfors IF obesegrade genom Division II, och vinner alla fem seriematcherna med målskillnaden 46–0. Laget tar sig sedan vidare till Division I genom att besegra Västerstrands AIK med 2-0 och Ljusdals BK med 5-4 i kvalspelet.[14][16]
- Okänt datum – Gunnar Galin efterträder Sune Almkvist som ordförande för 25-årsjubilerande Svenska Bandyförbundet.[14]

### 1951
- 18 februari – Bollnäs GoIF vinner sitt första svenska mästerskap. 6 000 personer kommer inte in på Stockholms Stadion under finaldagen.[14]
- Okänt datum – Svenska Bandyförbundet får sitt första kansli på Sibyllegatan i Stockholm. Börje Tegfors blir sekreterare.[14]

### 1952
- 26 januari – Den svenske bandyspelaren Gösta "Snoddas" Nordgren noteras för en framgång då han sjunger sången Flottarkärlek live i Sveriges Radio.[17]
- 17 februari – Edsbyns IF blir svenska mästare för första gången genom att besegra IK Göta med 1–0 i omspelsfinalen på Stockholms stadion.[14]
- 20–23 februari – Bandy blir uppvisningsgren vid Olympiska vinterspelen 1952 i Oslo. Sverige vinner turneringen före Norge och Finland.[14]

### 1953
- 1 mars – Edsbyns IF blir svenska mästare för första gången genom att besegra Nässjö IF med 5–1 i omspelsfinalen på Stockholms stadion.[14]

### 1954
- 14 februari – På grund av världsmästerskapet i ishockey, som spelas i Sverige detta år, flyttas bandyns omspelsfinal om svenska mästerskapet till Tunavallen i Eskilstuna, där Västanfors IF blir svenska mästare för första gången genom att besegra Örebro SK 2–1.[14]
- 28 februari – Sverige vinner en inofficiell fyrnationsturnering i Moskva före Sovjetunionen och Finland, och i och med detta återupptas bandyutbytet mellan Sovjetunionen och Sverige.[14]

### 1955
- - Januari–februari
  - Sarg runt bandyplanen införs vid tävlingsmatcher i Sverige, med inspiration från Sovjetunionen.[14]
  - Seriespelet i Sverige över en miljon kronor svenska kronor i intäkter.[14]
- 12 februari – Internationella Bandyförbundet bildas i Stockholm.[14]
- 12 februari – Den första officiella landskampen mellan Sverige och Sovjetunionen spelas på Stockholms Stadion och slutar 2–2 inför en rekordpublik på 15 000 personer.[14]
- 20 februari –Örebro SK inleder sin mästerskapsrad med att finalbesegra Edsbyns IF med 7–1 på Stockholms stadion.[14]
- Okänt datum – Junior-SM instiftas.[14]

### 1956
- Januari – Tvådomarsystemet har premiär vid tävlingsmatcher i Sverige.[14]
- 2 december – Världens första konstfrysta bandybana invigs på Rocklunda IP i Västerås.[14]

### 1957
- Januari – Måldomarna, som signalerat för mål, hörna och inkast, avskaffas i andradivisionen i Sverige från säsongen 1956–1957.[14]
- 22 februari–3 mars – Första världsmästerskapet i bandy vinns av Sovjetunionen i Helsingfors. Finland kommer tvåa och Sverige kommer trea. Bara dessa tre lag deltar. I bandyhistoriens första världsmästerskapsmatch vinner Finland över Sverige med 4–3.[14]
- December – Avbytarsystem införs inför säsongen 1957–1958.[14]
- 26 december – Division I i Sverige börjar spelas med premiär på annandag jul.
- Okänt datum – Bandyungdomens teknikmärke instiftas.[14]

### 1958
- Februari – Debut för dubbellandskamper.[14]

### 1959
- 22 februari –Skutskärs IF besegrar Västerås SK med 2–1 i finalen om svenska mästerskapet på Stockholms stadion. Publikrekordet 28 848 åskådare noteras under finalen.[14]

### 1961
- - Okänt datum – Gunnar Galin avgår som ordförande för Svenska Bandyförbundet och efterträds av Gösta Ellhammar.[14]

### 1962
- 18 februari – Edsbyns IF blir svenska mästare för tredje gången genom att vinna finalen mot IK Sirius med 3–2 på Stockholms stadion.[14]
- Okänt datum – Ungdoms-RM instiftas.[14]
- Okänt datum – Första svenska juniorlandslaget skapas.[14]

### 1963
- 16 januari – Första allsvenska elljusmatchen spelas i Katrineholm. Katrineholms SK besegrar Lesjöfors IF med 4– 2 på Backavallen.[14]
- 16–17 februari – Semifinaler vid svenska mästerskapet spelas för första gången.[14]
- 24 februari – Vid världsmästerskapet i Sverige ser bland andra Sveriges kung Gustaf VI Adolf Sovjetunionen besegra Sverige med 8–0 i finalen på Stockholms Stadion.[14]
- Okänt datum – Svenska Bandyförbundets kansli flyttas till Katrineholm. Tord Östman anställs som kanslichef.[14]
- Okänt datum – Förbundskapten inrättas i Sverige och teknisk kommitté och PR-kommitté bildas.[14]
- Okänt datum – Walter Jagbrant blir landslagstränare för Sverige.[14]
- Okänt datum – IFK Kungälv blir Västsveriges första lag i Division I.[14]

### 1964
- Okänt datum – Arne Argus blir Svenska Bandyförbundets fjärde ordförande.[14]
- Okänt datum – Elitdomarkår etableras i Sverige.[14]

### 1965
- Okänt datum – Utvisningsstraff på 5 och 10 minuter och hjälmtvång införs.[14]
- Okänt datum – Bandyboken ges ut i regi av Arne Argus, Lennart Sveder och Tord Östman.[14]

### 1966
- November – Sveriges högsta division inleds för första gången i november.[18]
- Okänt datum – Första nordiska mästerskapet för juniorer spelas.[18]

### 1967
- 12 mars  –Örebro SK besegrar IF Göta med 3–1 när svenska mästerskapets final för första gången spelas på Söderstadion i Stockholm.[18]
- Okänt datum – Svenska Bandyförbundet tillsätter en damkommitté.[18]
- Okänt datum – Plastbollen godkänns.[18]
- Okänt datum – Spark till egen klubba tillåts.[18]

### 1968
- 16 februari – Sverige besegrar Sovjetunionen med 5–3 i Uppsala vid en vänskapslandskamp, och tar därmed första officiella segern över Sovjetunionen.[18]
- Okänt datum – I Finland vinner Sverige juniorernas första världsmästerskap.[18]

### 1969
- 9 mars –Katrineholms SK blir svenska mästare för första gången, då man besegrar Brobergs IF med 5–1 i finalen på Söderstadion i Stockholm, efter att slutspel om svenska mästerskapet efter seriespelet börjat spelas.[18]
- Okänt datum – Utmärkelsen Årets bandyledare instiftas i Sverige.[18]

### 1970
- Okänt datum – Pontus Widén väljs till Svenska Bandyförbundets femte ordförande.

### 1972
- 18 januari –Sovjetunionen vinner den första upplagan av Rossijaturneringen, en turnering som spelas i Sovjetunionen.
- 27 februari – Lars Olsson noteras för målrekord i Division I i Sverige med 41 fullträffar.[18]
- 18 mars– Finlands Bandyförbund bildas, efter att den organiserade bandyn i Finland tidigare arrangerats av Finlands Bollförbund.[19]
- Okänt datum – Sverige vinner juniorvärldsmästerskapet i Norge.[18]
- Okänt datum – Utmärkelsen Vinterns gentleman instiftas i Sverige.[18]
- Okänt datum – Licens med försäkring blir obligatorisk i Sverige.[18]

### 1973
- 11 februari – Med 41 fullträffar tangerar Bernt Ericsson Lars Olssons målrekord för seriespelet i Sverige.[18]
- 22 februari – Nederländerna går med i Internationella bandyförbundet, som första nya land sedan förbundet bildades 1955.
- 24 februari – Sovjetunionen vinner i Moskva sin åttonde världsmästartitel.
- 10 mars –IK Göta vinner det första svenska mästerskapet för dame genom att besegra Katrineholms SK med 9–6 i finalen på Rocklunda IP i Västerås.[18]
- 18 mars – Västerås SK blir svenska mästare för herrar genom att i finalen besegra Örebro SK med 4–1 på Söderstadion i Stockholm, och vinner därmed sitt 20:e svenska mästerskap.[18]
- Okänt datum – Amerikanska softbollförbundet inleder samtal med Internationella bandyförbundet om spridning av bandysporten till USA.[20]

### 1974
- 29 januari – Sverige vinner för första gången Rossijaturneringen.[18]
- 17 mars – Falu BS blir svenska herrmästare för andra gången genom att finalslå Katrineholms SK med 3-0 på Söderstadion i Stockholm.[18]
- Oktober – Premiär för World Cup i Ljusdal.
- Okänt datum – Sverige vinner ungdomsvärldsmästerskapet i Sovjetunionen.[18]
- Okänt datum – Premiär för Europacupen.[18]
- Okänt datum – Premiär för sommarbandyskola i Västerås.[18]

### 1975
- 25 januari – Då Sverige besegrar Sovjetunionen med 3–1 vid världsmästerskapet i Finland är det första gången Sovjetunionen förlorar en världsmästerskapsmatch. Men Sovjetunionen vinner till slut världsmästerskapet 1975 ändå.
- 16 mars – Ljusdals BK blir svenska mästare genom att i finalen besegra Villa Lidköping BK med 8–4 på Söderstadion i Stockholm.[18]
- Okänt datum – Konstisbanor invigs i Edsbyn, Falun, Köping, Linköping och Mölndal, och därmed uppgår antalet konstfrusna bandybanor i Sverige till 27.[18]
- Okänt datum – Svenska Bandyförbundet firar sitt 50-årsjubileum vid Sundbyholms slott.[18]
- Okänt datum – Pojkvärldsmästerskapet spelas för första gången.[18]

### 1976
- Okänt datum – Första vetenskapliga konferensen genomförs i Moskva.[18]
- Okänt datum – Bandy–softbollutbytet mellan Sverige och USA inleds.[18]
- Okänt datum – Munskydd och ansiktsmask blir obligatoriskt för målvakter.[18]
- Okänt datum – Avbytarantalet utökas till 2 + målvaktsavbytare.[18]

### 1977
- 16 januari – Bernt Ericsson gör sin 100:e A-landskamp, Sverige–Sovjetunionen.[18]
- 20 mars – Brobergs IF blir svenska herrmästare genom att finalslå Sandvikens AIK med 3–1 på Söderstadion i Stockholm.[18]

### 1978
- 19 mars – Edsbyns IF blir svenska herrmästare genom att i finalen besegra Västerås SK med 6–3 på Söderstadion i Stockholm.

### 1979
- 4 februari – Sovjetunionen vinner världsmästerskapet i Sverige före Sverige och Finland.[18]
- 18 mars – IF Boltic blir svenska herrmästare för första gången genom att besegra Brobergs IF med 7–4 i finalen på Söderstadion i Stockholm.
- December – Den första bandymatchen i USA spelas i Edina, Minnesota mellan Sveriges juniorlandslag och svenska klubblaget Brobergs IF.[21][18]
- Okänt datum – Internationella bandyförbundet flyttar sitt kansli till Sverige.[18]

### 1980
- December – I USA bildas bandyklubben Minneapolis Bandolier.[18]
- Okänt datum – Första damlandskampen mellan Sverige och Finland spelas, Sverige slår Finland med 14–3 i Kemi. Sveriges Lena Bäck, till vardags i IK Göta, gör tre mål.[18]
- Okänt datum – Första internationella landslagsturneringen i bandy för damer spelas i Örebro. Sverige, Finland, Nederländerna och Norge deltar.[15][18]
- Okänt datum – Ansiktsskydd blir obligatoriskt i Sverige för ungdomar upp till 17 år.[18]
- Okänt datum – Bandy introduceras i Polen.[18]
- Okänt datum – Pär Höcklert, IFK Motala utses till Årets bandyledare i Sverige.[18]

### 1981
- Januari–februari – Första bandyserien i USA spelas. Minneapolis Bandolier vinner och blir amerikanska mästare.[18]
- 15 februari – Sverige blir i Chabarovsk i Sovjetunionen för första gången världsmästare, efter att Sovjetunionen vunnit alla tidigare turneringar starten 1957.[18]
- 29 november – Måldomarna, som signalerat för mål, hörna och inkast, avskaffas i förstadivisionen i Sverige från säsongen 1981–1982.
- Okänt datum – Ansiktsskydd blir obligatoriskt i Sverige.[18]
- Okänt datum – Svenska Bandyförbundet utses till Årets idrottsförbund av Sveriges centralförening för idrottens främjande.[18]

### 1982
- 21 mars – IF Boltic blir svenska herrmästare genom att finalslå Edsbyns IF med 3-2 på Söderstadion i Stockholm.[18]
- Okänt datum – Spel med plastklubba godkänns.[18]

### 1983
- 20 februari – Sverige vinner världsmästerskapet i Finland genom att besegra Sovjetunionen med 9-3 i finalen.[18]
- 19 mars – IK Göta blir svenska dammästare för åttonde gången genom att finalslå IF Boltic med 5-2 på Söderstadion i Stockholm[18]

### 1984
- 15 januari – Sveriges Sören Boström spelar sin 100:e landskamp, då Sverige möter Sovjetunionen i Vetlanda.[18]
- Okänt datum – Sverige vinner juniorvärldsmästerskapet.[18]
- Okänt datum – Antalet konstfrusna bandybanor i Sverige uppgår till 36 stycken, sedan nya invigts i Bollnäs och Sollentuna.[18]
- Okänt datum – Pontus Widéns minnesfond inrättas.[18]

### 1985
- Februari – Vid världsmästerskapet i Norge deltar för första gången USA, detta som femte land.
- 26 februari – Ingemar Aava, Selånger SK och Per Hedqvist, Brobergs IF vinner skytteligan i Allsvenskan med 39 fullträffar.[22]
- Okänt datum – Sverige vinner pojkvärldsmästerskapet i Varkaus i Finland.[22]
- Okänt datum – Håkan Sundin avgår som förbundskapten för Sveriges herrar, och ersätts av Bengt Eriksson.[22]
- Okänt datum – Leif Odhe utses till Årets bandyledare i Sverige .[22]

### 1986
- 16 mars – Vetlanda BK besegrar IF Boltic med 3–2 i finalen på Stockholms stadion och blir därmed svenska herrmästare för första gången. Man bryter därmed IF Boltics segerrad på sju raka svenska mästerskapstitlar åren 1979–1985.

### 1987
- 8 februari – Sverige vinner världsmästerskapet i Sverige genom att finalbesegra Finland med 7–2[22]
- 22 mars – IFK Motala blir svenska mästare för första gången genom att vinna finalen mot IF Boltic med 3–2 efter sudden death på Söderstadion i Stockholm i Sverige.[22]
- Okänt datum – Jonas Claesson, Vetlanda BK utses till Årets pojkspelare och Ola Fredricson utses till Årets junior.[22]
- Okänt datum – Bengt Ramström tilldelas Riksidrottsförbundets Fair Play-trofé.[22]
- Okänt datum – Svenska Bandyförbundet tillkallar ett extra årsmöte för att besluta om Allsvenskans serieutformning i framtiden.[22]
- Okänt datum – Tredomarsystemet införs i Sveriges Division 1.[22]

### 1988
- Okänt datum – Projektet "Bandyn på offensiven" startas.[22]

### 1989
- 5 februari – Sovjetunionen vann världsmästerskapet på hemmaplan genom att finalbesegra Finland med 12-2.[22]
- Okänt datum – Genom höjda startavgifter avskaffas avgifter för dräktreklam samt 25 % av nettointäkterna för fördelning till SBF, SDF och förlustfonden,.[22]
- Okänt datum – Rolf Käck ersätter Curt Einarsson som förbundskapten för Sveriges herrar.[22]

### 1990
- 31 januari – Sverige vinner Rossijaturneringen i Novosibirsk.[22]
- 18 mars – Västerås SK blir svenska mästare för herrar efter finalvinst över Sandvikens AIK med 6-3 på Rocklunda IP i Västerås.[22]
- Okänt datum – 300 ungdomar deltar vid sommarbandyskolan i Västerås.[22]
- Okänt datum – Svensk elitbandy noteras för en publikökning med cirka 50 000 åskådare jämfört med säsongen 1988–1989.[22]

### 1991
- Mars – Vid världsmästerskapet i Finland deltar för första gången Kanada, Nederländerna och Ungern. Sovjetunionen vinner turneringen.

### 1992
- Januari–februari – efter Sovjetunionens upplösning i december 1991, deltar Oberoende staters samvälde (OSS) i några landskamper som Sovjetunionen hade varit inbokat för.
- Februari – efter Sovjetunionens upplösning i december 1991, gör Ryssland debut i Russian Government Cup 1992. Det blir också sista gången som ett landslag som representerar OSS spelar. OSS vinner gruppspelet men förlorar sin semifinal till Sverige, som sedan slår Ryssland i finalen.
- 6 juni – Ryska bandyförbundet blir formellt medlem i Federation of International Bandy och övertar därmed Sovjetunionens plats.
- Okänt datum – Domarkostnader införs i Sveriges Division 2 inför säsongen 1992–1993.[22]
- Okänt datum – Sverige 49:e konstfrysta bandybana invigs i Huddinge med matchen Sveriges landslag–Pressens lag.[22]

### 1993
- 6 februari – Kazakstan inträder i Internationella bandyförbundet.[22]
- 7 februari – Sverige blir världsmästare i Hamar i Norge efter finalvinst mot Ryssland med 8–0.[22]

### 1995
- 5 februari – USA arrangerar för första gången världsmästare. Delstaten Minnesota är arrangör, och Kazakstan, deltar för första gången. Sverige vinner turneringen.[22]
- Okänt datum – Sverige vinner U-18-världsmästerskapet.[22]

### 1997
- 9 februari – Sverige blir världsmästare genom att i finalen på Rocklunda IP i Västerås besegra Ryssland med 10-5. 54 000 åskådare beskådar turneringen.[22]
- 26 oktober – Västerås SK vinner World Cup i Ljusdal genom att i finalen besegra Ljusdals BK med 4–1.[22]
- Okänt datum – Västerås SK vinner Europacupen i Arkhangelsk.[22]
- Okänt datum – Nytt seriesystem införs i Sverige från säsongen 1997–1998.[22]

### 1999
- 7 februari –Ryssland vinner världsmästare i Archangelsk i Ryssland, vilket blir första ryska världsmästartiteln efter Sovjetunionens upplösning i december 1991.
- Okänt datum – 671 föreningar är anslutna till Svenska Bandyförbundet, inklusive 228 skolidrottsföreningar.[22]

### 2000
- 5 februari – Sveriges förbundskapten Kenth Hultqvist föreslår att straffslag skall avgöra en semifinalmatch i herrlandslagsturneringen Russian Government Cup i Kazan i Ryssland mellan den ryska delrepubliken i Tatarstan och Sverige då isen är för dålig för spel, och hemmasupportrarna är på väg att storma planen. Tatarstan vinner straffslagstävlingen och går vidare, och Kenth Hultqvist tilldelas Riksidrottsförbundets och Svenska Sportjournalistförbundets Fair Play-pris för att han löste ett kritiskt läge med att riskera det egna lagets seger.
- 18 mars – AIK blir svenska mästare för damer efter finalvinst över Västerstrands AIK med 8-4 på Studenternas IP i Uppsala.[22]
- 19 mars – Sandvikens AIK blir svenska mästare för herrar efter finalvinst över Hammarby IF med 8-5 på Studenternas IP i Uppsala.[22]
- Okänt datum – Under sitt årsmöte beslutar Svenska Bandyförbundet att införa nya övergångsbestämmelser och samarbetsavtal för seniorer och ungdom från och med säsongen 2001–2002.[22]
- Okänt datum – Den ryska 64-millimetersbollen godkänns för spel i internationella tävlingar.[22]
- Okänt datum – Svenska Bandyförbundets styrelse beslutar att förbundskansliet skall ligga kvar i Katrineholm på obestämd tid medan som kansliverksamheten omorganiseras och Rolf Käck anställs som förbundets sport- och kanslichef.[22]

### 2001
- 17 mars – Västerstrands AIK blir svenska mästare för damer efter finalvinst över AIK med 4-2 på Studenternas IP i Uppsala.[23]
- 18 mars – Västerås SK blir svenska mästare för herrar efter finalvinst över Hammarby IF med 4-3 på Studenternas IP i Uppsala.[23]
- Mars-april – Vid världsmästerskapet i Uleåborg i Finland, där en stor del av turneringen matcher spelas i Haparanda i Sverige, deltar för första gången Vitryssland. Ryssland vinner turneringen.[22]
- Okänt datum – Internationella bandyförbundet beslutar att alla internationella turneringar skall genomföras med bollstorleken 63 millimeter.[23]
- Okänt datum – Elitlicens införs i Allsvenskan.[23]
- Okänt datum – Ekonominämnd tillsätts vid Svenska Bandyförbundet efter beslut under årsmötet.[23]
- Okänt datum – Publiksnittet i Allsvenskan noteras till rekordhöga 1 745 åskådare per match.[23]
- Okänt datum – Antalet föreningar anslutna till Svenska Bandyförbundet noteras till 363.[23]

### 2002
- Mars – Kalix BF och Nässjö IF kvalificerar sig återigen för Allsvenskan.[23]
- 24 mars – Ryssland besegrar Ryssland II med 5–2 vid finalen av Russian Government Cup.[23]
- 25 oktober – Internationella bandyförbundet beslutar att spela världsmästerskap för herrar varje år. 1957–1961 spelades turneringen vart fjärde år, 1961–2001 vartannat år.
- Okänt datum – Antalet konstfrysta bandybanor i Sverige noteras till 63, medan antalet aktiva bandyutövare noteras till 22 000.[23]
- Okänt datum – Sören Persson, Edsbyns IF utses till Årets Bandyledare och Jonas Claesson, Hammarby IF koras till Årets PR-profil.[23]
- Okänt datum – Seppo Vaihela, Kungälv omväljs till förbundsordförande och vid samma årsmöte avgår Christer Ericsson, Sundsvall och [[Jan-Erik Flink, Bollnäs ur förbundsstyrelsen.[23]
- Okänt datum – Svenska Bandyförbundets utbildnings- och tekniska kommitté utbildar under året hela 250 bandyinstruktörer.[23]

### 2003
- Mars– Ett extra representantskapsmöte vid Svenska Bandyförbundet beslutar om införande av nya representationsbestämmelser i svensk bandy. Även de internationella övergångsreglerna anpassas efter Bosmandomen.
- 30 mars – Sverige vinner världsmästerskapet efter finalvinst mot Ryssland med 5-4 i Archangelsk medan Kazakstan vinner matchen om bronsmedaljerna mot Finland med 4–1.[23] vilket gör Kazakstan till femte nation att ta medalj i ett världsmästerskap, sedan tidigare medaljer fördelats mellan Sovjetunionen/Ryssland, Sverige, Finland och Norge). Dessutom deltar för första gången Estland, och spelar i B-gruppen.
- 22 september – Den så kallade bandyhallen Edsbyn Arena i Edsbyn i Sverige invigs.[23]
- Okänt datum – Internationella bandyförbundet flyttar sitt kansli till Katrineholm.[23]
- Okänt datum – Rolf Käck utses till generalsekreterare för Internationella bandyförbundet efter avgående Arne Giving.[23]
- Okänt datum – Fortums ungdomsstipendium tilldelas Åby/Tjureda IF.[23]
- Okänt datum – Regionsdistrikten för administrationansvar för herrarnas Division 1-serier i Sverige.[23]
- Okänt datum – Svenska Bandyförbundets årsmöte antar trafiksäkerhetspolicy.[23]

### 2004
- 8 februari – Vid herrvärldsmästerskapet i Sverige vinner Finland sitt första guld genom tiderna, genom att besegra Sverige med 5–4 i finalen.[23]
- 22 februari – Sverige tar guld i historiens första damvärldsmästerskap. Turneringen spelas i Finland och följande länder deltar: Finland, Norge, Ryssland, Sverige och USA.[23]
- 20 mars – Publikrekord för dambandy i Sverige noteras då AIK besegrar Västerstrands AIK med 4–1 i finalen på Studenternas IP i Uppsala inför 3 174 åskådare.
- 21 mars – Edsbyns IF svenska mästare för femte gången.[23]
- 26 september – FIB Champions Cup avgörs för första gången, och vinns av HK Vodnik som besegrar Edsbyns IF med 1–0 efter förlängning vid finalen.[23]

### 2005
- 6 februari – Sverige vinner herrvärldsmästerskapet för åttonde gången genom att beserga Ryssland med 5-2 vid finalen i Kazan.[23]
- 19 mars – Publikrekord för dambandy i Sverige noteras då AIK besegrar Västerstrands AIK med 3–2 i finalen på Studenternas IP i Uppsala inför 3 902 åskådare.[23]
- 20 mars – För elfte året i rad noteras publikrekord för en SM-final på Studenternas IP i Uppsal (22 952) då Edsbyns IF besegrar Sandviken med 6-4 och blir Svenska mästare.[23]
- 16 oktober]]– Edsbyns IF vinner första Svenska cupen efter finalseger med 5–4 över Sandvikens AIK efter straffslagstävling.[23]

### 2006
- 28 januari – 5 februari: Vid herrvärldsmästerskapet i Sverige, en turnering som Ryssland vinner, deltar för första gången Mongoliet. Mongoliet deltar i B-turneringen, och vinner en match mot Estland med 4–3.[23]
- 18 februari: Sverige vinner damvärldsmästerskapet i Minnesota i USA.
- 17 mars – Svenska Bandyförbundet beslutar att från säsongen 2007/2008 införa en landsomfattane elitserie, som blir Sveriges nya högstadivision.[23]
- 18 mars – AIK blir svenska mästare för damer genom att i finalen besegra Västerstrands AIK med 4-2 på Studenternas IP i Uppsala.[23]
- 19 mars – Edsbyns IF blir svenska mästare för herrar för sjunde gången genom att i finalen besegra Hammarby IF med 6-2 på Studenternas IP i Uppsala.[23]
- Okänt datum – Seppo Vaihela avgår som ordförande för Svenska Bandyförbundet och efterträds av Håkan Ramsin.[23]

### 2007
- 4 februari – Herrvärldsmästerskapet spelas i Kemerovo i Ryssland. Ryssland vinner turneringen efter 3-1-vinst mot Sverige i finalen.[23]
- 18 mars – Edsbyns IF blir svenska herrmästare för sjunge gången efter finalseger mot Hammarby IF med 4-3 efter förlängning på Studenternas IP i Uppsala.[23]
- 9 november – I Sverige startar nya Elitserien.
- Okänt datum – Seppo Vaihela väljs till hedersordförande för Svenska Bandyförbundet under årsmötet medan Håkan Ramsin väljs om som ordförande.[23]

### 2008
- 27 januari-3 februari – Herrvärldsmästerskapet spelas i Moskva i Ryssland. Ryssland vinner turneringen genom att besegra Sverige med 6-1 i finalen, medan Finland slår Kazakstan med 8-3 i matchen om bronsmedaljerna.[23]
- 13-16 februari – Damvärldsmästerskapet spelas i Borlänge, Grängesberg och Karlsbyheden i Sverige. Sverige vinner turneringen genom att besegra Ryssland med 5-2 i finalen, medan Finland slår Norge med 5-3 i matchen om bronsmedaljerna.[23]
- 15 mars – På Studenternas IP i Uppsala spelas de svenska bandyfinalerna. IFK Nässjö vinner damernas final mot AIK med 2-1. Västerås SK vinner herrarnas mot Edsbyns IF med 5-4 och tar sitt femte raka guld.[23]
- Okänt datum – Svenska Bandyförbundets kanslist Tord Östman avtackas efter 44 år.[23]

### 2009
- 18-25 januari – Herrvärldsmästerskapet spelas i Sverige. Sverige vinner turneringen genom att besegra Ryssland med 6-1 i finalen i ABB Arena i Västerås, medan Finland slår Kazakstan med 7-5 i matchen om bronsmedaljerna.[23]
- 21 mars – På Studenternas IP i Uppsala spelas de svenska bandyfinalerna. IFK Nässjö vinner damernas final mot AIK med 2-1. Västerås SK vinner herrarnas mot Edsbyns IF med 5-4.[23]

### 2010
- 24-31 januari – Sverige vinner herrvärldsmästerskapet i Moskva, Ryssland före Ryssland och Finland.[23]
- 24-27 februari – Sverige vinner damvärldsmästerskapet i Drammen, Norge före Ryssland och Norge.[23]
- 21 mars – Hammarby IF blir svenska herrmästare genom att besegra Bollnäs GIF med 3-1 i finalen på Studenternas IP i Uppsala.

### 2011
- 23–30 januari – Ryssland vinner herrvärldsmästerskapet i Ryssland före Finland och Sverige.
- Februari – Bandy ingår som en av sporterna i Asiatiska vinterspelen.
- 19 mars – Kareby IS blir svenska dammästare genom att besegra AIK med 3-2 i finalen på Studenternas IP i Uppsala.
- 20 mars – Sandvikens AIK blir svenska herrmästare genom att besegra Bollnäs GoIF med 6-5 i sudden death på Studenternas IP i Uppsala.
- Mars – Svenska Bandyförbundet beslutar att från säsongen 2012–2013 flytta Svenska bandyfinalen från Studenternas IP i Uppsala till Friends Arena i Solna.[23]
- Okänt datum – Bandyn byter TV-kanal från SVT till TV4.[23]

### 2012
- 5 februari – Sverige blir herrvärldsmästare i Almaty, Kazakstan genom att finalslå Ryssland med 5-4 medan Kazakstan besegrar Finland med 10-5 i bronsmatchen.[23]
- 26 februari – Sverige blir damvärldsmästare i Irkutsk, Ryssland efter finalseger mot Ryssland med 5-3. Finland tar bronset efter seger mot Kanada med 4-1.[23]
- 24 mars – AIK blir svenska dammästare genom att besegra Sandvikens AIK med 6-5 efter förlängning i finalen på Studenternas IP i Uppsala.[23]
- 25 mars – Sandvikens AIK svenska herrmästare genom att besegra Villa Lidköping BK med 6-5 i finalen på Studenternas IP i Uppsala.[23]

### 2018
- Januari – Damvärldsmästerskapet spelas i Chengde i Kina. Det är också första gången ett bandyvärldsmästerskap spelas i Kina, och på sjöis.

### 2020
- Mars – B-divisionen av VM spelas, men A-divisionen, som var planerad att spelas en månad senare, skjuts först upp på grund av covid-19-pandemin och ställs slutligen in.
- 21 mars – Svenska bandyfinalen spelas inför tomma läktare på grund av pandemin.

### 2021
- Inget världsmästerskap spelas på grund av covid-19-pandemin.

### 2022
- Mars – VM skulle hållas i Ryssland i mars och april, men ställs in på grund av rysk-ukrainska kriget. När Ryssland invaderar Ukraina, meddelar först Finland och sedan även Sverige och flera andra länder att de inte ville delta i turneringen i Ryssland, varför Internationella bandyförbundet ett par dagar efter krigsutbrottet ställde in årets VM.